# Napeogenes nausica
Napeogenes nausica är en fjärilsart som beskrevs av Gustav Weymer 1899. Napeogenes nausica ingår i släktet Napeogenes och familjen praktfjärilar. Inga underarter finns listade i Catalogue of Life.